# Néstor Jofré
Néstor Arturo Jofré Núñez (Iquique, 19 de octubre de 1947) es un ingeniero, empresario, comunicador social y político chileno. Entre 1998 y 2002 fue diputado por el distrito N.° 2.

## Biografía
Nació el 19 de octubre de 1947, en Iquique. Realizó sus estudios en la Escuela "Domingo Santa María" y en el Liceo de Hombres de Iquique, para luego ingresar a la Universidad de Chile, sede Iquique (actual Universidad Arturo Prat), donde egresó como ingeniero químico industrial. Su actividad profesional la realizó en las diversas oficinas salitreras de la región como Santiago Humberstone, Peña Chica y Victoria, ambas pertenecientes a la Compañía de Salitre y Yodo de Chile (Cosayach), en aquel entonces de propiedad estatal.
Está casado, y tiene cuatro hijos. Camilo, que es técnico profesional en sonido; Álvaro, ingeniero en sonido y en administración, fue concejal de Iquique (2012-2016), y actual gobernador de Iquique (2018); Gabriel, técnico en sonido; y Paula Macarena.
Es dueño y director de la Radio Bravissima en Iquique. Su vocación radial la inició mientras trabajaba en la Oficina Salitrera "Victoria", al alero de la radioemisora comunitaria León XIII (perteneciente a la congregación de los Padres Oblatos de María Inmaculada) y tras el cierre de dicha salitrera, continuó trabajando en Iquique, donde estuvo a cargo de la filial local de Radio Nacional de Chile, en las que se destacó además como relator deportivo. En 1990 creó Radio Bravíssima, que es una de las emisoras líderes en opinión e información en la ciudad y la región.
Paralelamente a su trabajo como comunicador radial, formó parte del directorio fundador del Club de Deportes Iquique, en 1978.

## Carrera política
En las elecciones parlamentarias de diciembre de 2001, fue como candidato a diputado por el Distrito N.°2 "Iquique, Huara, Camiña, Colchane, Pica, y Pozo Almonte", representando a Renovación Nacional, pero no resultó elegido.
En 2004 postulo a concejal de la comuna de Iquique, obteniendo 3.576 votos y resultando elegido para el periodo 2004-2008.
Renunció a su puesto en el consejo municipal para reemplazar al diputado y excompañero de lista en 2001, Ramón Pérez Opazo, quien falleció el 12 de junio de 2005 antes de poder terminar su período parlamentario, ya que según el artículo 47 de la Constitución Política de Chile, si un parlamentario fallece o no puede continuar en el cargo debe ser reemplazado por el segundo candidato que lo acompañaba en la lista, durante los comicios que lo eligieron como diputado. Juró en el cargo el 21 de junio del mismo año, pasando a integrar las comisiones de Seguridad Ciudadana, de Zonas Extremas. y la de Derechos Humanos. Decidió no postular al cargo en las elecciones parlamentarias de diciembre de 2005, por lo que su cupo en los comicios fue ocupado por Espártago Ferrari Pavez
En 2009 decidió postular nuevamente a la Cámara de Diputados por el mismo Distrito 2, pero fue superado por su compañera de lista, Marta Isasi.
En 2010 asumió como Seremi de Economía de la Región de Tarapacá durante el primer gobierno del Presidente Sebastián Piñera.
En 2013 decidió participar de las primarias parlamentarias realizadas por Renovación Nacional para definir a sus candidatos al Congreso en las elecciones de noviembre del mismo. En la primaria derrotó a Beto Torres, y se convirtió en el candidato de RN a diputado por el Distrito N.°2. El 19 de agosto de ese año presentó su renuncia al cargo de Seremi para poder postular al Congreso, y en su reemplazo asumió de manera subrogante la Seremi del Trabajo y Previsión Social, Cibel Jiménez Vergara. En la elección obtuvo 8.996 votos, equivalentes al 11,15%, no resultando electo.
Poco después, el 25 de noviembre, volvió a asumir como Seremi de Economía de Tarapacá, desempeñándose en el cargo hasta el 11 de marzo de 2014.
El 10 de septiembre de 2020, durante el segundo gobierno de Piñera, nuevamente fue designado como Seremi de Economía, en reemplazo de Paola Chong.

## Historial electoral

### Elecciones parlamentarias de 2001
- Elecciones parlamentarias de 2001 a diputado por el distrito 2 (Camiña, Colchane, Huara, Iquique, Pica y Pozo Almonte)[11]

### Elecciones municipales de 2004
- Elecciones municipales de 2004, Iquique[12]

### Elecciones parlamentarias de 2009
- Elecciones parlamentarias de 2009 a Diputado por el distrito 2 (Alto Hospicio, Camiña, Colchane, Huara, Iquique, Pica y Pozo Almonte)[13]

### Elecciones parlamentarias de 2013
Elecciones parlamentarias de 2013 a Diputado por el distrito 2 (Alto Hospicio, Camiña, Colchane, Huara, Iquique, Pica y Pozo Almonte) 

### Elecciones de consejeros constitucionales de 2023
- Elecciones de consejeros constitucionales de 2023, por la Región de Tarapacá[15]